# Граціано Пелле
Граціа́но Пелле́ (італ. Graziano Pellè, нар. 15 липня 1985, Сан-Чезаріо-ді-Лечче) — італійський футболіст, нападник.

## Клубна кар'єра
Народився 15 липня 1985 року в місті Сан-Чезаріо-ді-Лечче. Вихованець юнацьких команд футбольних клубів «Копертіно» та «Лечче».
11 січня 2004 року Граціано дебютував у Серії А у матчі проти «Болоньї», де команда Пеле отримала домашню поразку з рахунком 1:2. Проте закріпитись в основній команді Граціано не зумів і наступні кілька років молодого гравця проходили в орендах в італійських клубах з Серії Б — «Катанія», «Кротоне» та «Чезена».

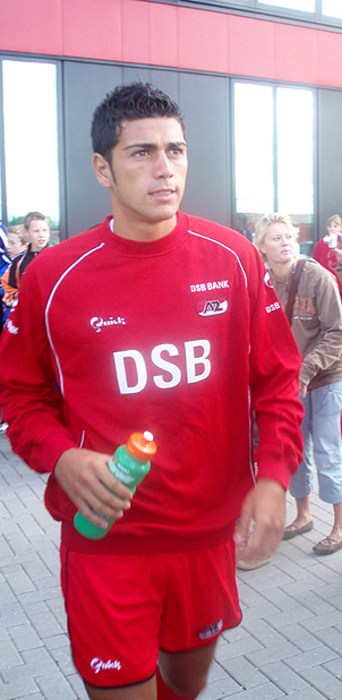
Граціано Пелле під час виступів за АЗ. 2007 рік.

В липні 2007 року Пелле перейшов у нідерландський АЗ, де, однак, також закріпитись не зумів: в перший сезон за 27 ігор забив лише 3 м'ячі в чемпіонаті. У сезоні 2008/09 Пелле знову забив лише 3 голи в Ередивізі, але виграв з командою національний чемпіонат та суперкубок.
Влітку 2011 року перейшов в «Парму», але і тут основним гравцем не став. 31 січня 2012 року керівництво команди офіційно оголосила про перехід нападника в стан «Сампдорії», яка на той час виступала у Серії Б, на правах оренди до кінця сезону. Дебют відбувся 6 березня 2012 року в матчі проти «Емполі», замінивши Едера на 85 хвилині. 24 березня 2012 року в матчі проти «Читтаделли» відзначився дублем, завдяки чому був виграний матч (1:2). 31 числа того ж місяця, знову завдяки дублю Пелле, «Сампдорія» виграла домашній матч у «Ночеріни» (2:0). За підсумками сезону Граціано, зігравши 12 матчів, допоміг клубу вийти до Серії А.
Сезон 2012/13 років гравець знову почав у Нідерландах, цього разу захищаючи кольори «Феєнорда». Граціано став першим італійцем у складі цього роттердамського клубу. Вже в перших 10 ігор нападник відзначився 11 разів. Всього за підсумками сезону з 27 голами у Ередивізі Пеле став другим бомбардиром цього змагання. Так само чудово італійський гравець продовжував грати і в наступний сезон, допомігши команді стати віце-чемпіоном Нідерландів.
12 липня 2014 року стало відомо про перехід гравця в англійський «Саутгемптон», який виклав за нападника 8 млн фунтів. Дебют припав на матч проти «Ліверпуля» (1:2), який відбувся 17 серпня. Відтоді встиг відіграти за клуб з Саутгемптона 32 матчі в національному чемпіонаті.

## Виступи за збірні
Протягом 2005–2007 років залучався до складу молодіжної збірної Італії. У складі збірної до 20 років 2005 року став учасником молодіжного чемпіонату світу в Нідерландах, де забив 4 голи і дійшов з командою до чвертьфіналу. Через два роки брав участь у молодіжному Євро-2007, де команда зайняла 5 місце і змогла кваліфікуватись на наступні Олімпійські ігри. Всього на молодіжному рівні зіграв у 21 офіційному матчі, забив 7 голів.
2008 року захищав кольори олімпійської збірної Італії в підготовчому турнірі в Тулоні, де здобув з командою трофей. У складі цієї команди провів 5 матчів, але на олімпіаду заявлений не був.
4 жовтня 2014 року вперше викликаний Антоніо Конте на збір національної збірної Італії перед матчами проти збірних Азербайджану і Мальти. 13 жовтня дебютував за збірну в гостьовому матчі проти збірної Мальти (вийшов в основному складі) і на 24-й хвилині забив єдиний гол у грі.
Наразі провів у формі головної команди країни 20 матчів, забивши 9 голів.
| Дата       | Місто   | Господарі | Результат | Гості    | Турнір            | Голи | Примітки |
| ---------- | ------- | --------- | --------- | -------- | ----------------- | ---- | -------- |
| 13-10-2014 | Та-Калі | Мальта    | 0 – 1     | Італія   | Відбір до ЧЄ 2016 | 1    | 76'      |
| 16-11-2014 | Мілан   | Італія    | 1 – 1     | Хорватія | Відбір до ЧЄ 2016 | -    | 63'      |
| 31-03-2015 | Турин   | Італія    | 1 – 1     | Англія   | товариський матч  | 1    | 61'      |
| Усього     |         | Матчів    | 3         |          | Голів             | 2    |          |

## Титули і досягнення

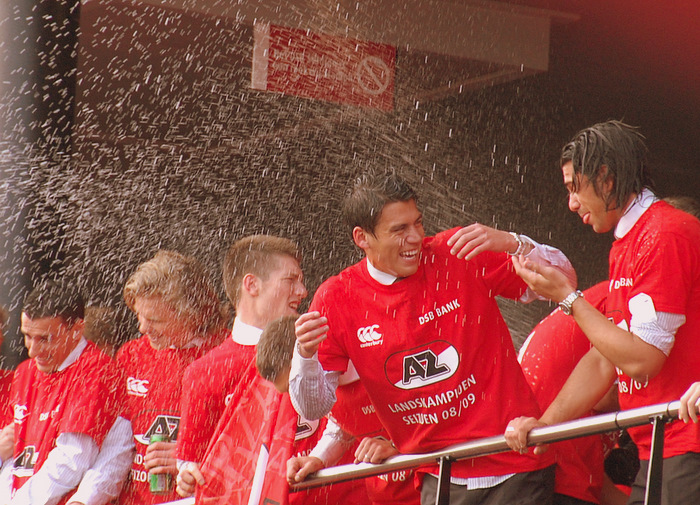
Граціано Пелле разом з партнерами по АЗ святкує перемогу в чемпіонаті Нідерландів. 2009 рік.

### Командні
- Чемпіон Нідерландів (1):

АЗ: 2008-09
- Володар Суперкубка Нідерландів (1):

АЗ: 2009
- Володар Кубка Китаю (1):

«Шаньдун Тайшань»: 2020

### Особисті
- Гравець місяця англійської Прем'єр-ліги: Вересень 2014